# Teucrium scorodonia
Il camedrio scorodonia (nome scientifico Teucrium scorodonia L., 1753) è una pianta erbacea, perenne, appartenente alla famiglia delle Lamiaceae; originaria del Mediterraneo occidentale.

## Etimologia
Il nome del genere (Teucrium) deriva da Teucro, mitico re di Troia figlio di Scamandro (divinità fluviale) e della Ninfa Idea, che secondo Plinio (Gaio Plinio Secondo nato a Como nel 23, e morto a Stabiae il 25 agosto 79, scrittore, ammiraglio e naturalista romano) per primo sperimentò le proprietà medicinali di alcuni vegetali (tra cui alcune piante del genere di questa voce). Dioscoride denominò queste piante dal greco “Teukrion”, ma è Linneo che riprese tale nome cambiandolo nel latino “Teucrium”. L'epiteto specifico (scorodonia) deriva dal greco "skorodon, skordon" ed è un vecchio nome generico per l'aglio.
Il nome scientifico della specie è stato definito per la prima volta da Carl von Linné (1707 – 1778) biologo e scrittore svedese, considerato il padre della moderna classificazione scientifica degli organismi viventi, nella pubblicazione "Species Plantarum - 2: 564" del 1753.

## Descrizione

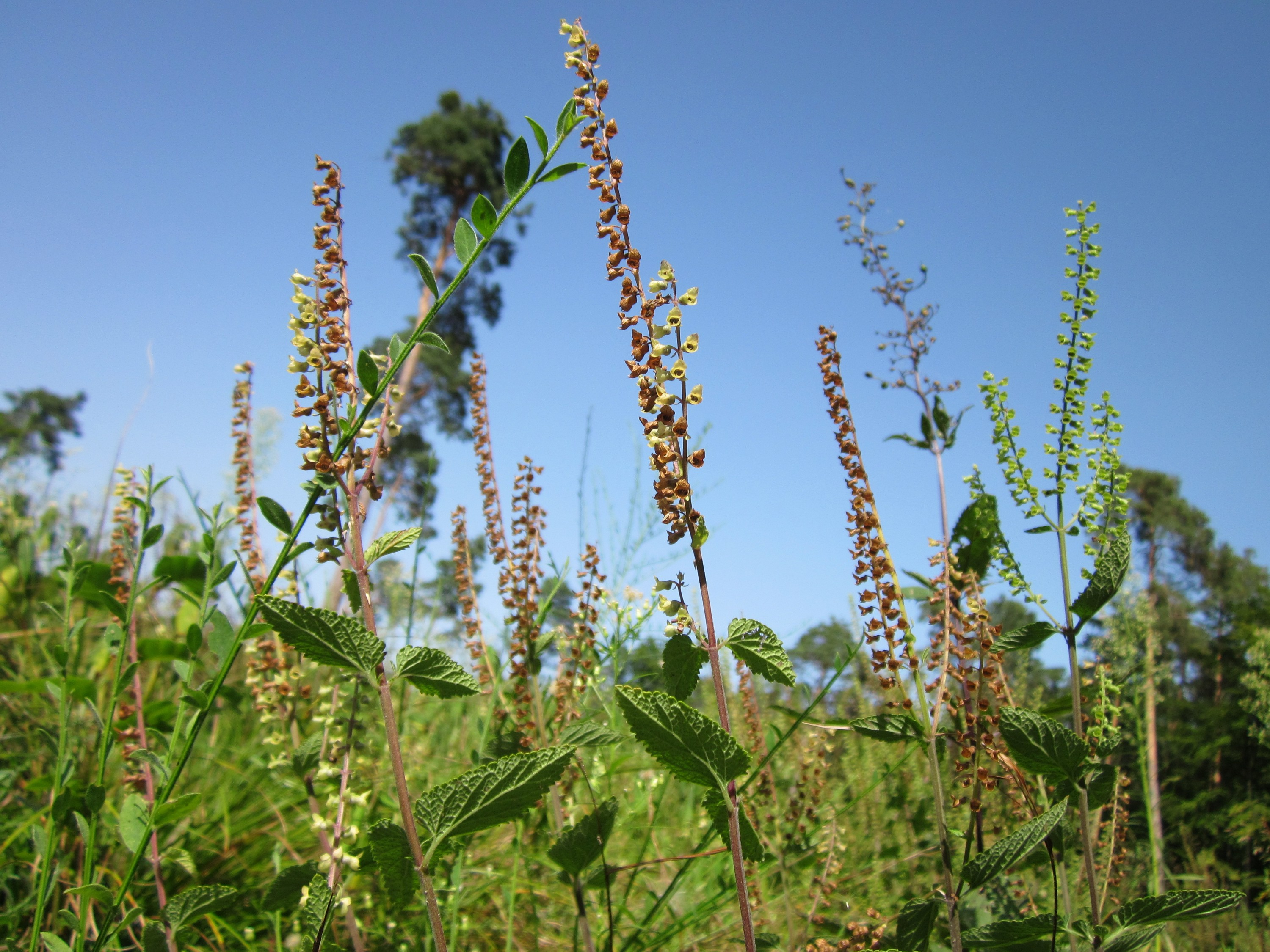
Il portamento

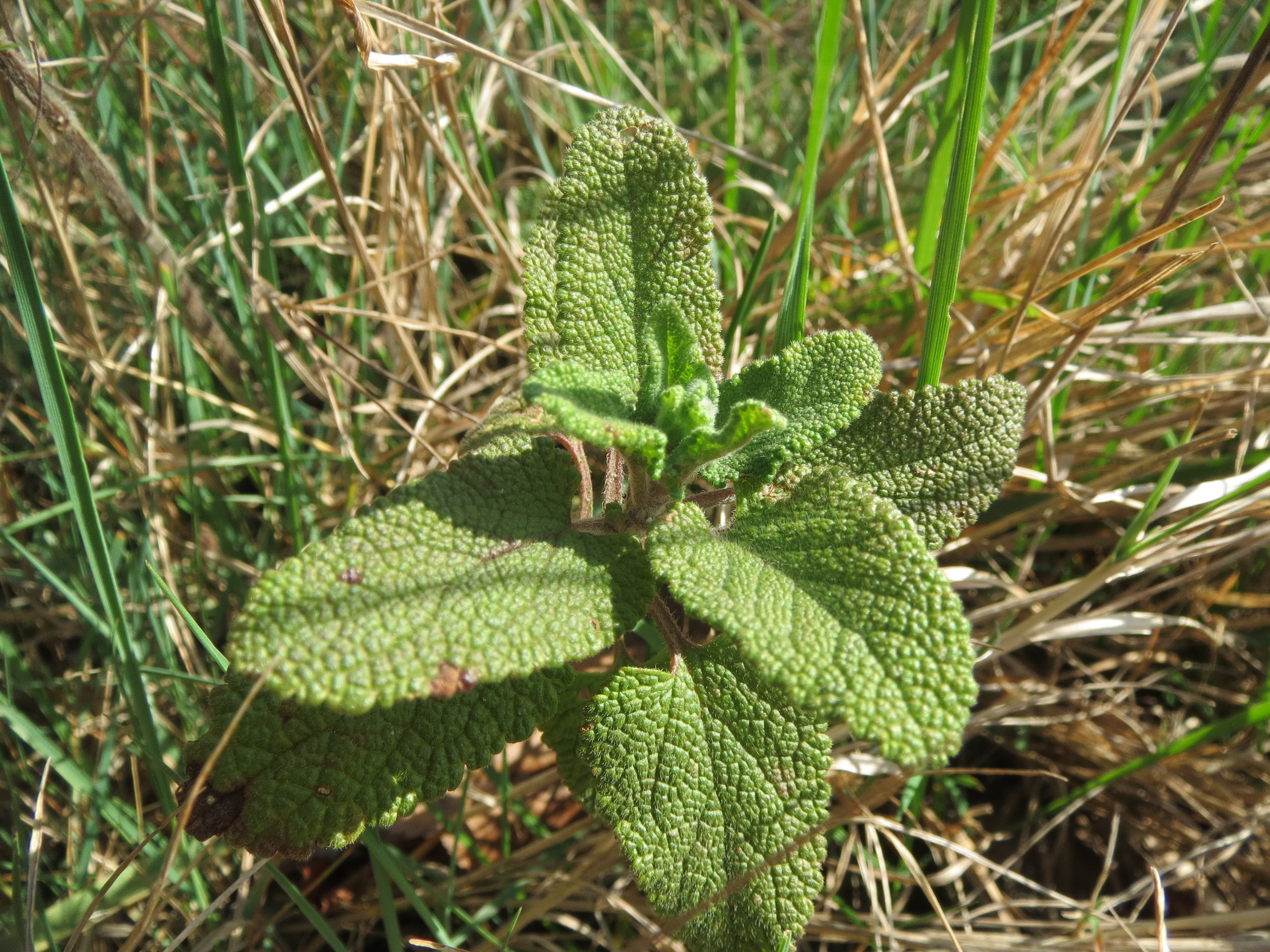
Le foglie

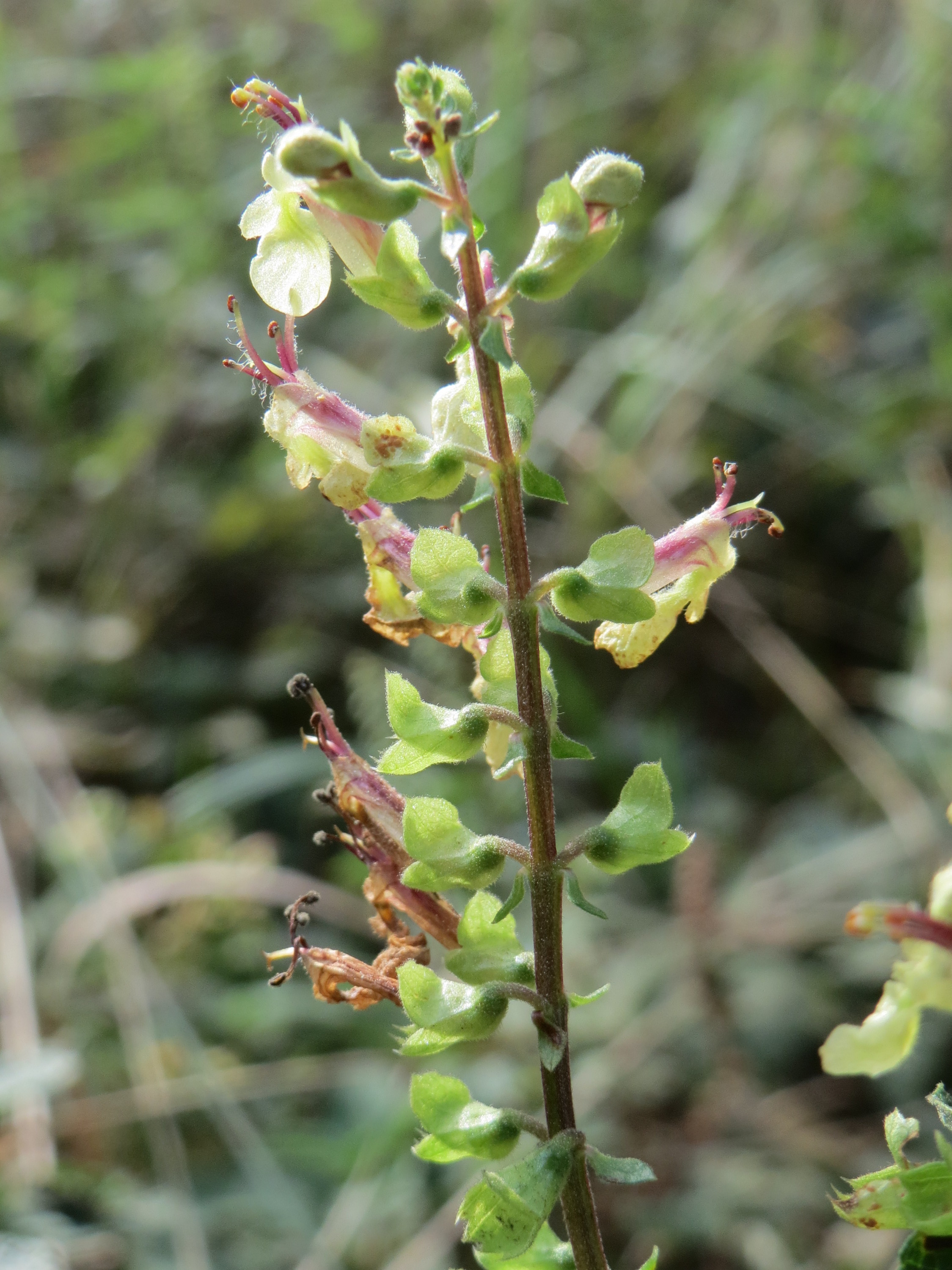
Infiorescenza

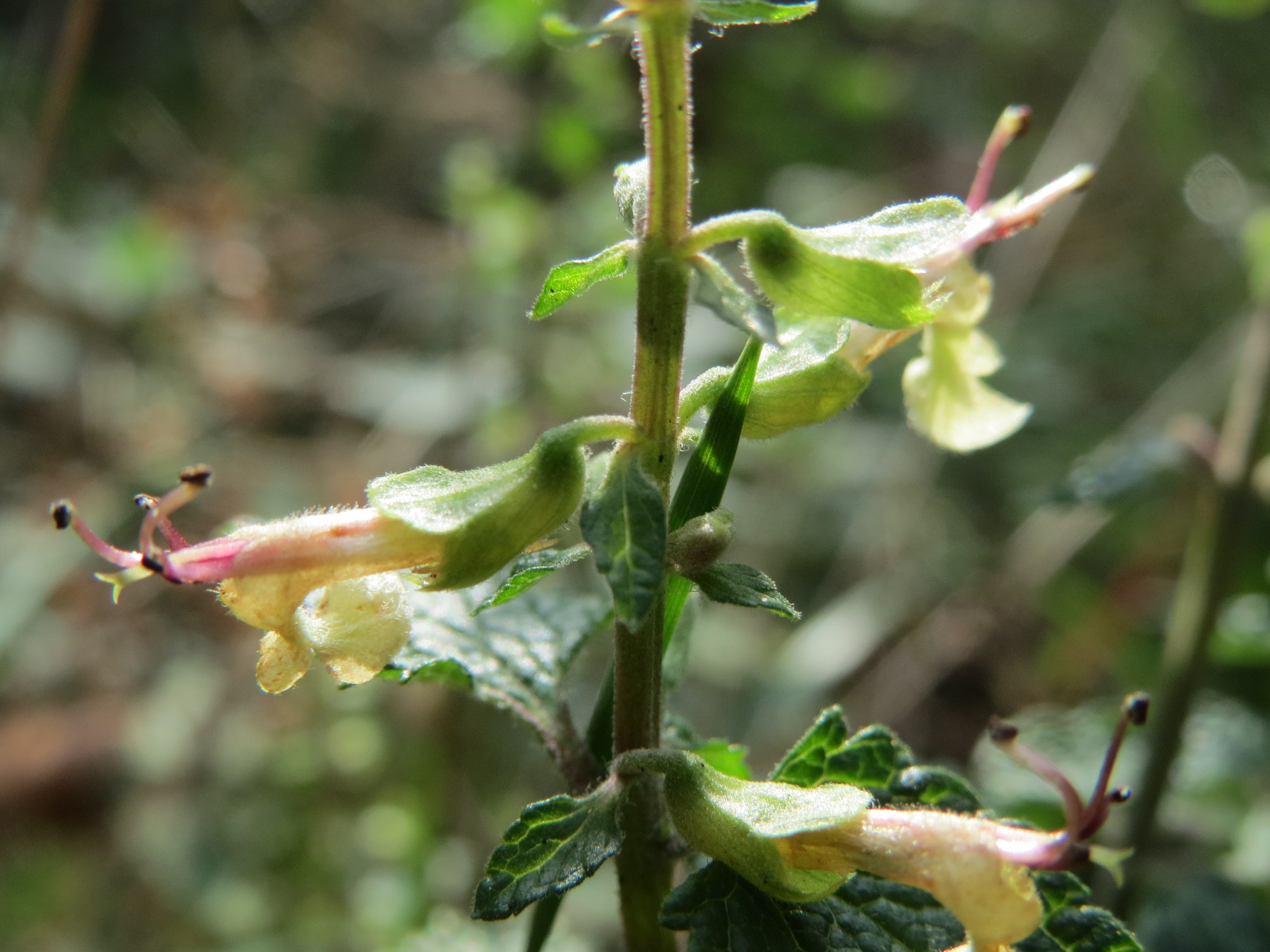
I fiori

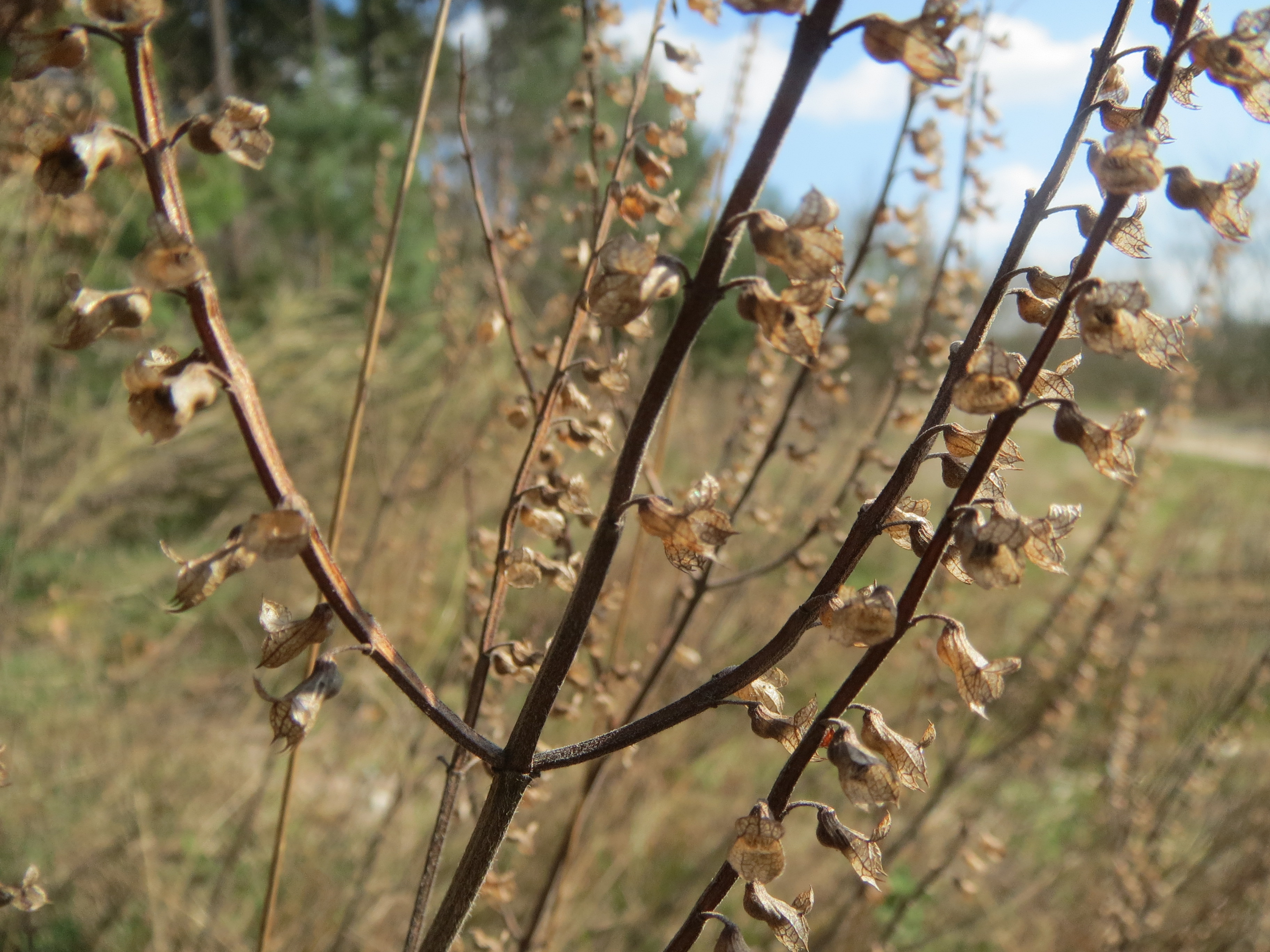
I frutti

Queste piante raggiungono una altezza massima tra 2 e 7 dm. La forma biologica è emicriptofita scaposa (H scap), ossia in generale sono piante erbacee, a ciclo biologico perenne, con gemme svernanti al livello del suolo e protette dalla lettiera o dalla neve e sono dotate di un asse fiorale eretto e spesso privo di foglie. Le foglie e tutte le parti verdi della pianta sono pubescenti con peli più o meno brevi; inoltre la pianta è amara e aromatica con un odore sgradevole (sono presenti delle ghiandole contenenti oli eterici)..

### Radici
Le radici sono di tipo fascicolato.

### Fusto
La parte aerea del fusto è eretta e pubescente per peli arrossati e riflessi. La sezione del fusto è quadrangolare. Il portamento del fusto può essere sia semplice che ramoso con rami eretti e patenti.

### Foglie
Le foglie lungo il caule sono disposte in modo opposto (inserite sul fusto a 2 a 2); sono picciolate con lamina a portamento astato, con base cordata, apici acuti e superficie adassiale scura e più o meno rugosa, mentre la pagina inferiore (superficie abassiale) è punteggiata di ghiandole bianchicce. I margini sono pubescenti e irregolarmente crenato-dentati. Le nervature sono reticolate. Lunghezza del picciolo: 1 cm. Dimensione della lamina: larghezza 25 – 35 mm; lunghezza 40 – 55 mm.

### Infiorescenza
Le infiorescenze sono formate da diversi verticillastri sovrapposti e distanziati: formano uno spicastro lungo 6 – 9 cm. L'infiorescenza è ramosa alla base. I fiori sono intercalati da brattee alla base delle quali è disposta una coppia di fiori. La forma delle brattee è ovale-acuminata e sono progressivamente ristrette alla base.

### Fiore
I fiori sono ermafroditi, zigomorfi, tetrameri (4-ciclici), ossia con quattro verticilli (calice – corolla - androceo – gineceo) e pentameri (5-meri: la corolla e il calice sono a 5 parti). Lunghezza del fiore: 9 – 12 mm.
- Formula fiorale: per la famiglia di questa pianta viene indicata la seguente formula fiorale:

X, K (5), [C (2+3), A 2+2] G (2), (supero), drupa
- Calice: il calice è zigomorfo (bilabiato), gamosepalo e peloso. La parte basale è tubulosa; quella terminale presenta 5 denti (il dente superiore è molto più largo degli altri). Lunghezza totale del calice: 4 mm.
- Corolla: la corolla è zigomorfa, gamopetala, pubescente e colorata di bianco-giallastro. La forma è tubulare alla base e pseudobilabiata all'apice con il labbro superiore poco sviluppato formato da due sottili lobi ripiegati verso l'alto, mentre quello- inferiore è più o meno trilobato col lobo centrale molto più grande, concavo e con bordi crenati. Il tubo è lungo il doppio del calice. Non è presente un anello di peli all'interno della corolla. Dimensione della corolla: 9 – 10 mm.
- Androceo: l'androceo possiede quattro stami didinami, due grandi e due piccoli tutti fertili (quelli inferiori sono i più lunghi). I filamenti, di colore rossiccio, sono adnati alla corolla. Gli stami sono paralleli, diritti e incurvati all'innanzi e parzialmente sporgenti dal labbro superiore. Le antere, biloculari, di colore giallastro e cosparse di ghiandole resinifere, emergono completamente dalle fauci. Le teche sono del tipo divaricato e confluenti in una sola fessura di deiscenza). Il polline matura con proterandria (prima della ricettività dei rispettivi stigmi). I granuli pollinici sono del tipo tricolpato o esacolpato.
- Gineceo: l'ovario è supero (o semi-infero) formato da due carpelli saldati (ovario bicarpellare) ed è 4-loculare per la presenza di falsi setti. La placentazione è assile. Gli ovuli sono 4 (uno per ogni presunto loculo), hanno un tegumento e sono tenuinucellati (con la nocella, stadio primordiale dell'ovulo, ridotta a poche cellule).[13] Lo stilo inserito alla base dell'ovario (stilo ginobasico) è del tipo filiforme, semplice ed è molto sporgente; è inoltre caduco. Lo stigma è bifido a forma di lacinie uguali e divergenti. I nettarii sono molto ricchi di zucchero e sono disposti in circolo tutto intorno all'ovario in modo irregolare.
- Fioritura : da giugno a luglio (settembre).

### Frutti
Il frutto è uno schizocarpo composto da 4 acheni ovoidali (tetrachenio a 4 nocule) racchiusi nel calice che è persistente. La superficie del frutto è glabra, liscia di colore bruno. Lunghezza dell'achenio: 2 mm.

## Riproduzione
- Impollinazione: l'impollinazione avviene tramite insetti (impollinazione entomogama).
- Riproduzione: la fecondazione avviene fondamentalmente tramite l'impollinazione dei fiori (vedi sopra).
- Dispersione: i semi cadendo a terra (dopo essere stati trasportati per alcuni metri dal vento – disseminazione anemocora) sono successivamente dispersi soprattutto da insetti tipo formiche (disseminazione mirmecoria).

## Distribuzione e habitat

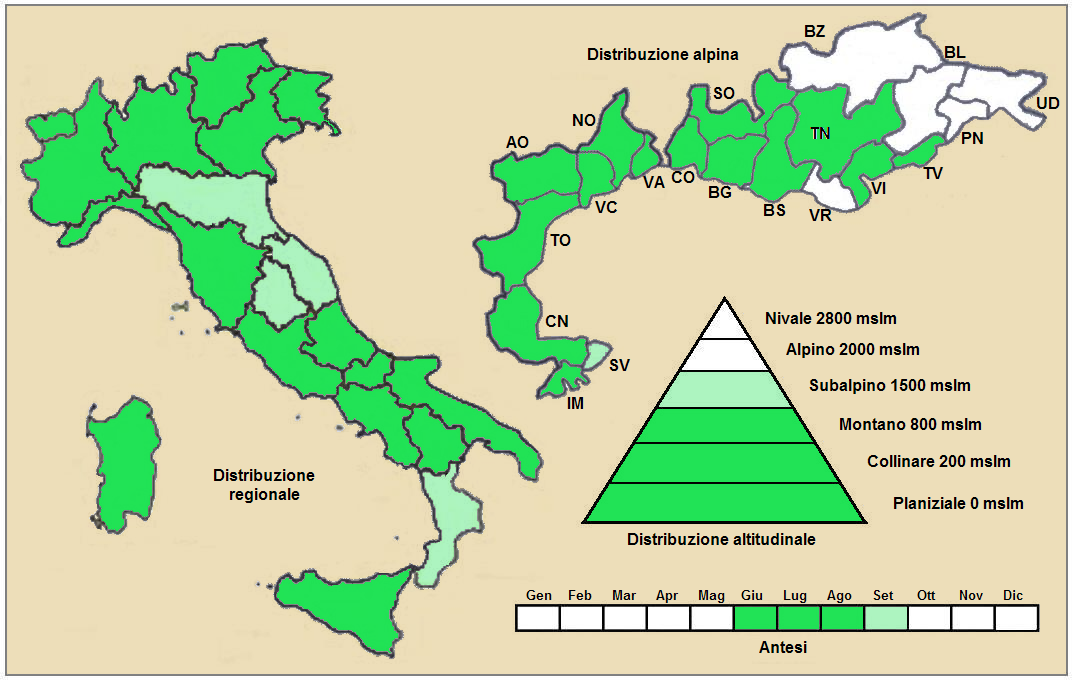
Distribuzione della pianta
(Distribuzione regionale – Distribuzione alpina)

- Geoelemento: il tipo corologico (area di origine) è Ovest - Europeo (Subatlantico).
- Distribuzione: in Italia questa pianta è comune ed è presente, con alcune discontinuità, su tutto il territorio. Nelle Alpi è presente nella parte occidentale e al centro, ad oriente è un po' meno comune. Sugli altri rilievi europei collegati alle Alpi si trova nella Foresta Nera, Vosgi, Massiccio del Giura, Massiccio Centrale, Pirenei e Carpazi.[15] Nel resto dell'Europa si trova nella parte centrale. Fuori dall'Europa si trova in Tunisia e in America settentrionale.[16]
- Habitat: l'habitat tipico per questa specie sono i boschi di latifoglie (querceti e castagneti) generalmente su terreno acido; ma anche i tagli e le schiarite forestali, i margini erbacei meso-termofili dei boschi, le lande e i popolamenti a lavanda, le garighe basse e le macchie basse, gli arbusteti meso-termofili (anche rocciosi), le pinete e i gineprai. Il substrato preferito è siliceo con pH acido, bassi valori nutrizionali del terreno che deve essere secco.[15]
- Distribuzione altitudinale: sui rilievi queste piante si possono trovare fino a 1500 m s.l.m.; frequentano quindi i seguenti piani vegetazionali: collinare, montano e in parte quello subalpino (oltre a quello planiziale – a livello del mare).

### Fitosociologia
Dal punto di vista fitosociologico Teucrium scorodonia appartiene alla seguente comunità vegetale:
Formazione: comunità delle macro- e megaforbie terrestri.
Classe: Trifolio-Geranietea sanguinei
Ordine: Melampyro pratensis-Holcetalia mollis
Alleanza: Melampyrion pratensis

## Tassonomia
La famiglia di appartenenza della specie (Lamiaceae), molto numerosa con circa 250 generi e quasi 7000 specie, ha il principale centro di differenziazione nel bacino del Mediterraneo e sono piante per lo più xerofile (in Brasile sono presenti anche specie arboree). Per la presenza di sostanze aromatiche, molte specie di questa famiglia sono usate in cucina come condimento, in profumeria, liquoreria e farmacia. Il genere Teucrium si compone di circa 250 specie, una quindicina delle quali vivono in Italia. La distribuzione è subcosmopolita, ma per lo più extratropicale e con la maggiore diversità nell'areale mediterraneo. All'interno della famiglia questo genere è descritto nella sottofamiglia Ajugoideae. Nelle classificazioni meno recenti la famiglia del genere Teucrium è chiamata Labiatae.
Il numero cromosomico di T. scorodonia è: 2n = 32/34.

### Sottospecie
Esistono due sottospecie di T. scorodonia (non riconosciute da tutte le checklist):
- T. scorodonia subsp. baeticum (Boiss. & Reut.) Tutin, 1972
- T. scorodonia subsp. euganeum (Vis.) Arcang.

### Ibridi
Con la specie Teucrium oxylepis Font Quer, 1924 la pianta di questa voce forma il seguente ibrido interspecifico:
- Teucrium × scorolepis Pajarón & A.Molina, 1989 - Distribuzione: Spagna.

### Sinonimi
Questa entità ha avuto nel tempo diverse nomenclature. L'elenco seguente indica alcuni tra i sinonimi più frequenti:
- Monochilon cordifolius Dulac
- Scorodonia heteromalla  Moench
- Scorodonia scorodonia  (L.) H.Karst.
- Scorodonia solitaria  Stokes
- Scorodonia sylvestris  (Lam.) Link
- Scorodonia trivialis  Raf.
- Scorodonia vulgaris  Raf.
- Teucrium salviifolium  Salisb.
- Teucrium sylvestre  Lam.
- Teucrium scorodonia subsp. gasparrinii Nyman

### Specie simili
Nell'areale alpino sono presenti diverse specie del genere Teucrium. L'elenco seguente mette a confronto quelle più simili a quella di questa voce:
- Teucrium botrys L. - Camedrio botri: i verticilli fiorali sono più distanziati e le foglie sono pennatosette.
- Teucrium chamaedrys L. - Camedrio querciola: il fusto alla base è legnoso; le foglie sono simili a quelle della quercia; il calice è attinomorfo.
- Teucrium scordium L. - Camedrio scordio: il portamento è quasi cespuglioso, ma i fusti sono erbacei.
- Teucrium scorodonia L. - Camedrio scordonia: è una pianta più alta, la ramosità è più fitta e le foglie sono più grandi; il tubo della corolla è lungo il doppio del calice.

## Principi attivi
Il sapore amaro è dato dalla scordeina, sostanze tanniniche, olio essenziale, una saponina acida.

## Usi
Vengono utilizzate le sommità fiorite e le foglie della pianta. Ha proprietà tonico-aromatiche, stimolanti della funzione gastro-intestinale, utilizzato esternamente favorisce l'atrofia delle adenoidi delle fosse nasali e della faringe fungifughe e antisettiche.

## Altre notizie
Il camedrio scorodonia in altre lingue è chiamato nei seguenti modi:
- (DE)  Salbei-Gamander
- (FR)  Germandrée scorodoine
- (EN)  Wood-sage